# Liste von Seilbahnunglücken
Auflistung von Seilbahnzwischenfällen und Seilbahnunglücken (sowohl von Luft- als auch von Standseilbahnen). Die Liste erhebt keinen Anspruch auf Vollständigkeit.

## 1930–1949
26. November 1932Schauinslandbahn – Deutschland – Durch einen gravierenden Bedienungsfehler eines Schaffners wurde nur ein Zugseil an die Bahn gekuppelt. Dadurch geriet die Kabine über das herabgefallene Zugseil und wurde kurz vor der Talstation vom Tragseil gehebelt. Die Kabine stürzte 13 Meter in die Tiefe, wodurch drei Personen (darunter der Schaffner) ums Leben kamen. Nach umfangreichen Untersuchungen, durch die die grundsätzliche Sicherheit der Bahn bestätigt wurde, konnte der Betrieb im Januar 1933 wieder aufgenommen werden.

## 1950–1959
20. März 1955Herzogstandbahn – Deutschland – Förderseil eines Sessellifts gerissen. Drahtbrüche im Seil wurden wegen oberflächlicher Überprüfung nicht bemerkt. 2 Tote, 6 z. T. schwer Verletzte.
2. April 1956Sessellift Plabutsch – Österreich – Nach Abschaltung der Sesselbahn setzte sich diese selbstständig wieder in Bewegung und erreichte annähernd das Fünffache ihrer Normalgeschwindigkeit. 1 Toter, 7 Verletzte.
29. August 1959Santos – São Paulo (Bundesstaat) – Brasilien, in der brasilianischen Hafenstadt Santos riss die Kabine einer Seilbahn ab und stürzte einen steilen Bergabhang hinab. 31 Tote.

## 1960–1969
15. August 1960Kampanien – Italien, vier Tote beim Absturz einer Kabine zwischen Castella Mare di Stabia und dem Monte Faito bei Neapel in Italien.
29. August 1961Aiguille du Midi – Frankreich, eine Militärmaschine durchtrennte im Tiefflug das Zugseil der Kleinkabinenbahn Vallée Blanche an der Aiguille du Midi im Mont-Blanc-Massiv: 3 Kabinen stürzten etwa 150 m tief ab, sechs Tote.
19. März 1965Hallein – Österreich, um 20:30 Uhr rollte bei der letzten Fahrt eine Gondel zurück und riss zwei weitere Gondeln mit sich. Durch den Zusammenprall wurde eine Person getötet, zehn andere, zum Teil schwer, verletzt.
25. Dezember 1965Puy de Sancy – Frankreich, beim Stopp einer Gondel wegen Stromausfalls brach eine Außenwand der Seilbahn am Puy de Sancy in Mittelfrankreich. 17 Menschen stürzten in die Tiefe, sieben davon kamen ums Leben.
9. Juli 1966Aiguille du Midi – Frankreich, durch den Kabelbruch einer Kabinenbahn an der Aiguille du Midi im Mont-Blanc-Massiv stürzten drei Gondeln ab: Vier Tote.

## 1970–1979
6. Dezember 1970Burgstall (Südtirol) – Italien, fünf Tote beim Absturz der Gondel einer Materialbahn in Burgstall nahe Meran in Südtirol.
12. Juli 1972Bettmeralp – Schweiz, 12 Tote beim Absturz einer Kabine in Betten-Bettmeralp in der Schweiz.
26. Oktober 1972Les Deux-Alpes – Oisans – Frankreich, bei einer Testfahrt in Les Deux-Alpes in Frankreich stießen zwei Kabinen zusammen: Neun Tote.
9. Juli 1974Bergen – Norwegen, Absturz einer Kabine der Ulriksbanen, 9 Tote.
9. März 1976Cavalese – Italien, im italienischen Dolomitenort Cavalese stürzte eine Kabine nach einem Seilbruch ab: 42 Tote. 
26. März 1976Vail – Colorado – USA, infolge eines Schadens am Tragseil stürzten mehrere Kabinen einer Kleinkabinenbahn ab. Vier Tote, fünf Schwerverletzte.
15. April 1978Squaw Valley – Kalifornien – USA, während eines Orkans wurden zwei Tragseile einer Seilbahn von der obersten Seilbahnstütze hinausgeschlagen. Eines der Seile durchschlug das Dach der Kabine: vier Tote, 22 Verletzte.
22. Februar 1979Melchsee-Frutt – Schweiz, 1979 stürzten 4 Kabinen in Melchsee-Frutt ab. 5 teils Schwerverletzte, 1 Toter.

## 1980–1989
28. Dezember 1981Tarsch im Vinschgau – Südtirol – Italien, zwei Tote und 23 Verletzte infolge Versagens aller drei Bremsen eines Sessellifts.
13. Februar 1983Aostatal – Aosta – Italien, beim Zusammenstoß zweier Kabinen im italienischen Champoluc, Val d’Ayas, Aostatal kamen elf Menschen ums Leben.
29. Januar 1983Sentosa – Singapur, beim Absturz einer Kabine zwischen Singapur und der Insel Sentosa ins Meer starben acht Menschen.
1. März 1987Luz Ardiden – Frankreich, sechs Tote bei Luz Ardiden in den französischen Pyrenäen beim Absturz mehrerer Liftsessel.
27. Juli 1987Passo Falzarego – Italien, fünf Leichtverletzte, nachdem ein italienischer Militärjet das Zugseil der Lagazuoi-Seilbahn durchtrennte.
13. Januar 1989Oisans – Frankreich, bei Testfahrten der französischen Seilbahn Vaujany im Skigebiet von Alpe d’Huez starben acht Menschen.

## 1990–1999
27. Februar 1990Dalaas – Vorarlberg – Österreich, mehrere Schwerverletzte infolge umstürzender Bäume auf einen Sessellift verursacht durch einen Sturm.
1. Juni 1990Tiflis – Georgien, 19 Tote nach Kabelbruch in Tiflis in Georgien.
24. November 1991Mérida – Venezuela, Seilbahnunglück bei der längsten und höchstgelegenen Seilbahn der Welt in Merida/Venezuela (Méridabahn). Seilbruch am letzten Masten bei der 4. Teilstrecke (3071 m Fahrtstrecke, 722 m Höhenunterschied) – zwei Tote.
29. Januar 1992Nassfeld – Kärnten – Österreich, vier Tote bei einem Unfall einer Sesselbahn im österreichischen Nassfeld
19. Dezember 1993Bei einem Zusammenstoß zweier Gondeln auf dem Hochzeiger im Tiroler Pitztal kam ein 47-Jähriger ums Leben. Eine Untersuchungskommission schrieb das Unglück menschlichem Versagen zu.
1995Mutters – Tirol – Österreich, Absturz einer Gondel der Muttereralm-Bahn: kein Personenschaden
14. Dezember 1996Riederalp – Wallis – Schweiz, Achsenbruch in der Talstation der Gondelbahn Moosfluh: Ein Toter und 18 Verletzte.
3. Februar 1998Cavalese – Italien, ein US-Militärflugzeug kappte im Tiefflug das Tragseil einer Seilbahn in Cavalese. 20 Menschen kamen ums Leben. 
1. Juli 1999Frankreich, 20 Tote durch den Absturz einer nichtöffentlichen Seilbahn am Bure-Observatorium in den französischen Alpen
26. Dezember 1999Während des Orkans Lothar stürzte ein Baum auf das Seil der Gondelbahn Crans-Cry d’Err im Skigebiet von Crans-Montana-Aminona in der Schweiz. Zwei Personen kamen ums Leben, drei wurden schwer verletzt.

## 2000–2009
6. Juli 2000Oberstdorf – Deutschland, bei der Einfahrt prallte eine vollbesetzte Kabine der Nebelhornbahn mit 2 m/s statt normalerweise mit 0,3 m/s in die Mittelstation: 23 Verletzte
11. November 2000Kaprun, Kitzsteinhorn – Salzburg – Österreich, bei einem Brand in der Gletscherbahn Kaprun starben 155 Menschen.
19. Januar 2003Pavagadh Ropeway, 45 km entfernt von Vadodara, Bezirk Panchmahal, Bundesstaat Gujarat, Indien: Drei Gondeln der Pilgerseilbahn zum Mahakali-Tempel verunglückten, als das Seil von der Seilscheibe sprang; sechs Personen wurden getötet, einige verletzt.
19. Oktober 2003Darjeeling, Indien: Beim Absturz von drei Gondeln der Darjeeling Ropeway wurden vier Personen tödlich und elf weitere schwer verletzt.
2. April 2004Jerewan, Armenien: Das Laufwerk einer Bahnkabine entgleiste und stürzte 15 Meter in die Tiefe, wodurch das Zugseil brach und eine zweite Kabine mit der Talstation kollidierte. Dabei wurden mehrere Menschen verletzt und fünf kamen ums Leben.
16. Oktober 2004Gmunden – Österreich, Absturz einer Gondel der Grünbergseilbahn: 2 Verletzte.
12. November 2004Tignes – Savoyen – Frankreich, das Laufwerk der Pendelbahn zur Grande Motte entgleiste wegen starkem Seitenwind. 90 Passagiere wurden unverletzt geborgen.
14. November 2004Sölden – Tirol – Österreich, das Steuerseil der Schwarze-Schneid-Bahn 2 geriet durch winderzeugte Eigenschwingungen ins Tragseil, verfing sich dort und stoppte die Bahn. Beim Anfahren des Notantriebs ohne vorherige Sichtkontrolle riss das Steuerseil und brachte eine leere Gondel zum Absturz. Bei minus 15 Grad Celsius dauerte die Bergung der 115 Passagiere acht Stunden.
29. Dezember 2004Mürren – Berner Oberland – Schweiz, bei einem der beiden Tragseile der Schilthornbahn sind alle Seile des Seilmantels gerissen, der Seilkern blieb intakt. Die Bahn konnte vor dem Passieren der Schadenstelle angehalten werden. Alle 53 Passagiere wurden unverletzt geborgen. Als Ursache wurde eine unsachgemäße Tragseilverschiebung im Jahr 1979 festgestellt, deren Beschädigungen mit den bis dato üblichen Prüfverfahren nicht entdeckt wurden.
26. Februar 2005Axamer Lizum – Tirol – Österreich, durch eine blockierte Seilrolle stürzte ein Vierer-Sessel der Schönbodenbahn zu Boden.
5. September 2005Sölden – Tirol – Österreich, ein Hubschrauber verlor einen Betonkübel, der die Schwarze-Schneid-Bahn 1 am Seil traf. Durch die Schwingungen stürzte eine Gondel ab, bei zwei weiteren werden die Scheiben aus der Verankerung gerissen. Dabei wurden neun Personen getötet und sechs weitere Personen zum Teil schwer verletzt.
17. November 2005Stubaier Gletscher – Tirol – Österreich, ein Sessel der Rotadlbahn löste sich und rutschte auf einen anderen. Ein Schwerverletzter und drei Leichtverletzte.
13. Juli 2006Fort William (Highland), Schottland: Eine Gondel der Seilbahn auf den Aonach Mòr stürzte ab, als eine andere Gondel auf dem Seil zurückrutschte. Fünf Personen wurden schwer verletzt.
14. Mai 2006Absturz einer Kabine der Bocksbergseilbahn. Kein Personenschaden. Betriebseinstellung bis 15. Dezember 2006.
24. Mai 2007Zillertal, Mayrhofen – Tirol – Österreich, eine Bergegondel der Penkenbahn stürzte im Gemeindegebiet Finkenberg ab, ein Arbeiter starb und zwei Arbeiter wurden schwer verletzt.
11. Juni 2007Ngong Ping 360, Hongkong Bei einer Testfahrt (Bremsprobe) nach Betriebsschluss stürzte eine unbesetzte Gondel in der Nähe des Tung Chung Bus Terminal über 50 m in die Tiefe. Es gab keine Personenschäden. Der Betrieb der Bahn musste für sechs Monate eingestellt werden.
16. Dezember 2008Blackcomb/Whistler Mountain – British Columbia – Kanada, Zusammenbruch einer Stütze, Absturz von Gondeln, 12 Verletzte.
3. Januar 2008Grindelwald, Kleine Scheidegg – Berner Oberland – Schweiz, das Seil der Sesselbahn „Fallboden“ entgleiste bei einem Föhnsturm. Eine Person starb, drei weitere wurden verletzt.
22. März 2008Sestriere, Pragelato – Piemont – Italien, Seilbahnkabine raste ungebremst in die Station. 17 Verletzte.

## 2010–2019
24. März 2010Eine leere Gondel der Luftseilbahn Brülisau-Hohen Kasten in der Schweiz raste während einer Revisionsfahrt ungebremst in die Talstation. Dabei wurde der stellvertretende Betriebsleiter in der Talstation schwer verletzt und musste mit einem Rettungshubschrauber ins Krankenhaus ausgeflogen werden. Die Kabine und die Talstation wurden schwer beschädigt. Der Grund war ein Bedienfehler der Anlage.
27. Dezember 2010Im US-Bundesstaat Maine wurden mehrere Wintersportler aus einem Sessellift geschleudert, als das Seil aus den Rollen sprang. 6 oder 8 Personen wurden verletzt. Nach anderer Quelle erfolgte der Unfall am Spillway East Doppelsessellift am Sugerloaf Mountain, Franklin County, Maine am 28. Dezember 2010 und es wurden 8 Passagiere verletzt.
12. August 2011Bei Schwangau, Bayern: Nach einer Betriebsunterbrechung wegen des Einfluges eines Gleitschirmes in die Seile der Tegelbergbahn mussten 30 Passagiere aus einer der Gondeln aus ca. 50 Metern Höhe abgeseilt werden; 19 Personen in der anderen Gondel konnten erst am Folgetag per Hubschrauber gerettet werden.
21. Oktober 2014Köln, Rheinseilbahn: während des Durchzugs von Sturmtief „Gonzalo“, blockierte die Seilbahn, nachdem eine Kabine aus einem Seil gesprungen war. Es wurden sechs Personen, in zwei der Gondeln eingeschlossen. Höhenretter der Kölner Feuerwehr evakuierten bis zum späten Abend alle Passagiere durch Abseilen aus den betroffenen Gondeln.
7. Dezember 2014Auf dem Stubaier Gletscher in Tirol löste sich bei Betriebsbeginn eine unbesetzte Gondel der EUB Gamsgarten II aufgrund einer Fehlkupplung wegen einer fehlerhaft eingestellten Kuppelschließschiene vom Förderseil und stürzte unterhalb der Bergstation ab; drei weitere Gondeln wurden beschädigt. Personen kamen nicht zu Schaden. Nach einer Verlautbarung des BMVIT wurden Anweisungen der Betriebsvorschrift bezüglich des Verhaltens bei Ansprechen der Fehlkupplungswarnung nicht eingehalten.
4. Januar 2015Aus der bergwärts fahrenden Kabine der Schlossalmbahn II bei Bad Hofgastein in Österreich mussten nach einem Zugseilüberschlag aufgrund einer Windböe 80 Personen 30 m weit abgeseilt werden, nachdem es nicht gelungen ist, die Bahn anderweitig wieder in Gang zu setzen. Es wurde niemand verletzt.
5. März 2015Bei einem Sturm stürzte ein Baum auf das Förderseil der Seilbahn Ciampinoi in Wolkenstein in Gröden, wodurch dieses aus dem Auflager sprang. Die Bahn kam zum Stillstand, die 184 Passagiere wurden innerhalb mehrerer Stunden unverletzt aus den Kabinen abgeseilt oder per Hubschrauber geborgen. Die Seilbahn konnte am folgenden Tag bereits wieder den Betrieb aufnehmen.
8. September 2016Auf der Kleinkabinenbahn Vallée Blanche in Frankreich verursachte eine starke Windböe einen Seilüberschlag des Zugseils über das Tragseil. 110 Menschen mussten, teils mit Hubschraubern, teils durch Abseilen, gerettet werden. 33 davon konnten erst am nächsten Morgen in Sicherheit gebracht werden. Es gab keine Verletzten.
30. Juli 2017Köln, Rheinseilbahn: Am Nachmittag hatte sich ein Seil, das sich zwischen den Fahrdrähten der Seilbahn befindet, aus ungeklärten Gründen um eine Gondel gewickelt, wodurch die Seilbahn an einem Pylon zum Stillstand kam. Im Anschluss mussten 65 Personen aus 32 Gondeln von der Feuerwehr gerettet werden, da die Bahn nicht mehr in Gang gesetzt werden konnte. Es wurden dabei auch Personen auf im Fluss stehende Motorboote abgeseilt.
10. August 2017Brest, Seilbahn Brest: Bei den jährlichen Wartungsarbeiten stürzte eine der Kabinen ab und wurde zerstört. Der Abstand der Zugseile ist bei dieser Bahn sehr groß, sodass bei unregelmäßigem Zug ein Drehmoment auf das Fahrzeug wirkt. Dies war auch der Grund für den Absturz des Fahrzeugs.
3. Januar 2018Infolge einer unerwartet starken Windböe verkeilte sich eine Gondel der Kitzbüheler Hornbahn in Österreich bei der Einfahrt in die Mittelstation. Die 24 noch in den Gondeln eingeschlossenen Menschen konnten von den Rettungsorganisationen während rund zwei Stunden gerettet werden, Verletzte waren keine zu beklagen, jedoch entstand ein beträchtlicher Sachschaden.
16. März 2018Im Ferienort Gudauri in Georgien geriet ein von der Vorarlberger Firma Doppelmayr gebauter Sessellift aufgrund menschlichen Versagens außer Kontrolle und fuhr mit ungewöhnlich hoher Geschwindigkeit rückwärts. Die Wintersportler versuchten, sich durch Sprünge vom Lift zu retten, während sich die Sessel nacheinander in der Station verkeilten, etwa ein Dutzend Personen wurden dabei verletzt.
12. September 2018Im Zuge einer Notfallübung an der Seilbahn Zugspitze, riss eine Kette an der Hebeanlage und der Bergungskorb raste ungebremst in die unbesetzte Kabine.
30. Oktober 2018Eine der beiden Kabinen der Staubernbahn in der Schweiz sprang aus dem Tragseil und stürzte 12 Meter zu Boden. Die Kabine war nicht besetzt, daher kamen keine Personen zu Schaden. Acht Fahrgäste aus der Gegenkabine mussten evakuiert werden.
9. Dezember 2018Bei einem schweren Sturm verhakte sich eine Gondel des Wimbachexpresses im Skigebiet Hochfügen-Hochzillertal an Stütze 6. Bevor die Seilbahn zum Stillstand kam, prallten vier weitere Kabinen gegen die erste und verkeilten sich. Der Fahrgastbetrieb an der Bahn war wegen Windalarm zuvor schon eingestellt worden, die geleerten Gondeln waren schon auf dem Weg in die Garage. Es gab keine Verletzten.

## Ab 2020
6. Februar 2020
Nach dem Betriebsschluss um 16 Uhr fand um 22 Uhr noch eine Sonder-Talfahrt mit nur drei Mehrfach-Sesseln der oberen Sektion der Sesselbahn Stoos-Fronalpstock SZ in der Schweiz für die Teilnehmer einer Feier im Gipfelrestaurant statt. Dabei kollidierte der mittlere Vierersessel mit dem gespannten Windenseil einer Pistenraupe und stürzte aus etwa 10 m Höhe ab. Zwei Personen wurden lebensbedrohlich, zwei schwer verletzt. Sechs Personen aus den anderen Sesseln wurden per Hubschrauber binnen zwei Stunden gerettet.
23. Mai 2021
Der Riss des Zugseils bei gleichzeitig deaktivierter Tragseilbremse führte zum Absturz einer der Gondeln der Seilbahn Funivia Stresa-Alpina-Mottarone oberhalb des norditalienischen Ortes Stresa am Lago Maggiore. 13 der 15 Passagiere starben an der Unfallstelle; zwei Kinder wurden schwerst verletzt. Eines davon verstarb später im Krankenhaus.
31. Oktober 2021
Am Berg Ještěd im Norden Tschechiens kam eine Person ums Leben. Eine Gondel stürzte in die Tiefe, nachdem sich die Kabine auf halber Strecke vom Tragseil gelöst hatte. Passagiere waren zu dem Zeitpunkt nicht an Bord, aber der Wagenbegleiter kam laut einem Bericht des tschechischen Fernsehsenders CT bei dem Unfall ums Leben.
10. April 2022
Bei der Trikut-Pahar-Seilbahn in Indien kam es am Sonntagabend um etwa 17.30 Uhr zu einer Kollision von Kabinen der Seilbahn. Etwa 70 Passagiere waren zeitweise in den Kabinen eingeschlossen und mussten teilweise mit Helikoptern gerettet werden. Eine Person kam bei dem Unfall ums Leben.
18. Juli 2023
Wegen eines überraschenden, schnell aufziehenden Sturms stürzten Bäume auf mehrere Seilbahnen:
In Fulpmes stürzte dadurch eine unbesetzte Kabine der Kreuzjochbahn 2 ab, da diese auf einen am Förderseil liegenden Baum aufgefahren war, da die Anlage nicht rechtzeitig angehalten worden war. Die 42 Fahrgäste mussten evakuiert werden, es gab aber keine Verletzten.
Auch aus der Seilbahn Rudolfshütte 1 bei Uttendorf mussten 13 Personen per Helikopter aus 4 Kabinen geborgen werden, weitere 47 Gäste saßen an der Bergstation fest und wurden durch einen Kraftwerkstollen des nahegelegenen Tauernmoossees ins Tal gebracht. Die Reparaturarbeiten an der Bahn nahmen fast zwei Wochen in Anspruch. Die zweite Sektion der Bahn war nicht betroffen und außerdem zum Unglückszeitpunkt bereits leergefahren.
Des Weiteren waren unter anderem die Grafenbergbahn in Wagrain mit 144 Fahrgästen sowie der Arena Express in Flims und die Gondelbahn Laurin 1 in Welschnofen betroffen. Diese blieben aber von weiteren Schäden verschont.
22. August 2023, früh (UTC+5)
In Pakistan, Provinz Khyber Pakhtunkhwa, (Division Hazara), Distrikt Batagram riss eines von zwei Tragseilen einer von einem örtlichen Mechaniker gebauten Seilbahn, die über eine tiefe Schlucht führt und damit zwei Stunden Fußmarsch auf vier Minuten Gondelfahrt abkürzt. Die betroffene einzige Gondel mit sechs Kindern und zwei Erwachsenen hing nach einem gewissen Absenken 274 m über Grund. Sie wurde oben nur noch an zwei Punkten von einem Tragseil einseitig gehalten und war um etwa 30° aus der Vertikalen gekippt. Trinkwasser wurde gebracht. Nur zwei Kinder konnten mit dem Hubschrauber bei Wind geborgen werden, bevor es zu dunkel wurde. Drei Kinder wurden von Kletterern abgeseilt, die entlang des Seilbahnseils zur Gondel gelangten. Die letzten drei Passagiere wurden abends nach rund 12 Stunden Ausharren über eine Vorrichtung am Förderseil gerettet.
8. Dezember 2023
Schwendau in Tirol: Ein Sessel mit drei Personen löste sich am Förderseil und rutschte auf den darunterliegenden leeren Sessel. Eine Frau und ein Kind wurden beim Aufprall herausgeschleudert und beim Sturz teils schwer verletzt.
9. Januar 2024
Im Schigebiet Hochoetz stürzten gegen 10.22 Uhr zwei Fichten auf einen weiteren Baum und dieser auf Seile der Acherkogelbahn, brachten das Seil ins Schwingen und rutschen am Seil abwärts. Eine Achtergondel entgleiste vom Tragseil und stürzte etwa 12 m tief ab. Alle 4 Insassen, eine dänische Urlauberfamilie, wurden schwer verletzt. In einer benachbarten Gondel wurden durch das Schwingen weitere 2 Personen, Deutsche verletzt. Die Bahn ging nach Kontrolle und Abblasen der Bäume von Schnee am 12. Januar wieder in Betrieb. Am 28. August wurde das Ermittlungsverfahren wegen fahrlässiger Körperverletzung gegen den Betriebsleiter und einen Waldaufseher eingestellt. Das Unglück war nicht verhinderbar.
17. März 2024, Sonntag, 11.10 Uhr (UTC+1)
Vom Startplatz Hohe Salve startete eine 65-jährige Paragleiterin mit 1 Jahr Flugpraxis und driftete nach rechts ab. Ihr Gleitschirm legte sich über die Seilbahnseile der Bergbahn Hohe Salve. In weiterer Folge prallte die Frau mit einer bergwärts fahrenden 8er-Gondel zusammen und wurden die „Fangleinen des Schirms durchtrennt“, sodass die Frau mehrere Meter tief auf den Boden stürzte und schwer verletzt wurde. Trotz Reanimationsversuchen starb sie in Hopfgarten im Brixental, Bezirk Kitzbühel. 2 Passagiere in der Gondel wurden durch den Anprall leicht verletzt.
12. April 2024
Eine Stütze der Tünektepe-Seilbahn, die auf den gleichnamigen Hügel mit 612 m Gipfelhöhe in Antalya führt, stürzte zum Teil um und traf eine Kabine, die dadurch massiv beschädigt wurde. Ein Passagier starb, mehrere andere wurden verletzt. Aus 29 weiteren Gondeln wurden insgesamt 184 Insassen in einem fast 24 Stunden dauernden Einsatz gerettet. Die Seilbahn war wegen des Zuckerfests gut besucht.
26. Juni 2024
Am Morgen des 26. Juni 2024 fuhr eine Kabine der Linie K des Metrocable Medellín in der Einfahrt der Station Popular auf eine andere auf. Eine der beiden Kabinen stürzte daraufhin ab und erschlug eine Person, die sich unter der Unfallstelle befand. Die in Summe 20 Insassen der betroffenen Kabinen wurden zum Teil schwer verletzt. Es saßen etwa 200 Fahrgäste in den weiteren Kabinen fest, die geborgen werden mussten.
30. Juni 2024
Das Förderseil der Schatzbergbahn in Auffach wurde durch einen heftigen Hagelsturm von den Stützen gehoben. Da die Seilbahn zu diesem Zeitpunkt nicht mehr geöffnet war, kamen keine Personen zu Schaden. Die Reparatur der Anlage dauerte drei Tage.
16. Oktober 2024
Bei der Bundeswehrseilbahn auf die Reiteralpe in Schneizlreuth kam es zu einem Zugseilüberschlag, was zum Steckenbleiben der Gondeln führte. Aus der oberen Gondel, die 300 m unter der Bergstation stillstand, mussten 14 Personen ca. 170 m weit abgeseilt und anschließend mit Hubschraubern aus dem unwegsamen Steilgelände ausgeflogen werden.
19. November 2024
Vier Tage vor Saisonbeginn prallte in Val Thorens eine Kabine der Seilbahn Cime Caron bei schwierigen Wetterbedingungen gegen die Bergstation. Die Seilbahn war zu dem Zeitpunkt nicht im Fahrgastbetrieb, sondern transportierte Arbeiter für den Bau eines neuen Bergrestaurants. Sechs (nach anderen Quellen 8) Personen wurden verletzt, zwei davon schwer. Auch die talwärts fahrende Kabine wurde beschädigt. Für die Wintersaison 2024/25 bleibt die Seilbahn geschlossen; ein Austausch der Kabinen ist für Sommer 2025 geplant.
18. Januar 2025
In Astún stürzte während des Betriebes die fliegend gelagerte Seilscheibe der Bergstation des Canal Roya-Sesselliftes ab; das Förderseil verfing sich an der Stütze der Seilscheibe. Durch den plötzlichen Spannungsverlust kam es zu starken Seilschwingungen und in Folge zu Seilabstürzen an den Rollenbatterien mehrerer Stützen, wobei mehrere Fahrgäste aus den Sesseln geschleudert wurden. Es soll mindestens acht Verletzte gegeben haben. Viele Benutzer des Sesselliftes saßen stundenlang in den Sesselliftsitzen fest, bis sie geborgen wurden.
10. März 2025Beim 8-MGD Golden Eagle Express im Skigebiet Kicking Horse (British Columbia) brach am Vormittag das Gehänge einer mit 8 Personen besetzten Kabine. Diese fiel kurz nach der Stationsausfahrt zu Boden, wobei die Personen nicht verletzt wurden und umgehend aus der Kabine gerettet werden konnten. Der andere Teil des Gehänges war noch am Seil, so versuchte man bis zur nächsten Stütze zu fahren und die Klemme zu demontieren. Dies war allerdings vergebens, denn die Betreiber stoppten die Klemme vor der Stütze zu spät, sodass sie eine Seilentgleisung auslöste und alle anderen Passagiere festsaßen und dann durch die Bergemannschaft mittels Hubschrauber und Seil geborgen wurden.
17. April 2025Kampanien (Italien), vier Tote beim Absturz einer Kabine zwischen Castellammare di Stabia und dem Monte Faito bei Neapel in Italien.
23. Juni 2025
Während der wegen eines nahenden Gewitters letzten Fahrt der Karrenseilbahn in Dornbirn sprangen Seile durch eine Windböe aus den Führungen und es kam zu einem Seilüberschlag zwischen Trag- und Zugseil. Nachdem die Rettungsgondel deshalb nicht eingesetzt werden konnte, seilten Höhenretter die 19 Fahrgäste und einen Hund 80 Meter ab. Die Rettungsaktion dauerte über vier Stunden und war bis zum Einbruch der Dunkelheit beendet.